# The Valentine Girl
The Valentine Girl é um filme mudo de drama romântico dos Estados Unidos dirigido por J._Searle_Dawley e lançado em 1917. Talvez seja um filme perdido.